# Tribolonotus novaeguineae
Espèce
Synonymes
- Zonurus novaeguineae Schlegel, 1834

Tribolonotus novaeguineae est une espèce de sauriens de la famille des Scincidae.

## Répartition
Cette espèce est endémique de Nouvelle-Guinée. Elle se rencontre en Papouasie-Nouvelle-Guinée et en Indonésie en Nouvelle-Guinée occidentale.

## Étymologie
Cette espèce est nommée en référence au lieu de sa découverte, la Nouvelle-Guinée.

## Publication originale
- Schlegel, 1834 : Monographie van het Geslacht Zonurus. Tijdschrift Voor Natuurlijke Geschiedenis en Physiologie, vol. 1, p. 203-221 (texte intégral).